# البابا زكريا
زكريا هو البابا رقم 91 في قائمة باباوات الكنيسة الكاثوليكية من أصل يوناني وقد انتخب يوم 10 ديسمبر عام 741 وتوفي يوم 22 مارس 752.
في عهده توج بيبان لو برف ملكاً على الفرنك سنة 751 بعد تفويض باباوي يعتبر هو الأول في تاريخ الباباوية، واستمر السلام بينه وبين اللومبارديين, واستمر البيزنطيون في عهد قسطنطين الخامس على محاربة الأيقونات. 